# Brosse (Adelsgeschlecht)
Brosse ist eine Familie des westfranzösischen Adels, das erstmals im 11. Jahrhundert als Nebenlinie des Hauses Limoges auftritt.
Die Vizegrafen von Brosse, zu denen auch Jean I. de Brosse gehört, Marschall von Frankreich, und dessen Nachkommen, die die Grafschaft Penthièvre erbten. Der letzte Angehörige der Familie Brosse, Jean IV. de Brosse, starb 1564 als Herzog von Étampes, Herzog von Chevreuse und Witwer der königlichen Mätresse Anne de Pisseleu.
Weitere wichtige Familienmitglieder sind Guillaume I. de Brosse und Guillaume II. de Brosse, beide Erzbischof von Sens.

## Stammliste (Auszug)

### Die Vicomtes de Brosse
1. Bernard I. de Brosse, Sohn von Adémar I., Vizegraf von Limoges (Haus Limoges)
  1. Géraud IV., † vor 1154, Erbe der Vizegrafschaft Brosse
    1. Bernard II., 1154 Vicomte de Brosse, um 1167 Vicomte de Bridiers
      1. Bernard III., Vicomte de Brosse ; ⚭ I Almodis d’Angoulême, Tochter von Guillaume VI. Taillefer, Graf von Angoulême (Haus Taillefer) ; ⚭ II Agathe de Preuilly, Tochter von Pierre II.
        1. (II) Géraud V., Vicomte de Brosse
          1. Hugues I., † wohl 1274, Vicomte de Brosse
            1. Hugues II., 1256 Vicomte de Brosse
              1. Pierre, † vor 1303 Vicomte de Brosse
                1. Jeanne, 1348 bezeugt ; ⚭ André II. de Chauvigny, Seigneur de Châteauroux, Vicomte de Brosse

              2. Hélie, Seigneur de Châteauclos, Éguzon et d’Azerable
              3. Guillaume, † 1338, 1317 Bischof von Le Puy, 1318 Bischof von Meaux, 1321 Erzbischof von Bourges, 1331 Erzbischof von Sens

            2. Roger, † vor 1287, 1256 Seigneur de Sainte-Sévère – Nachkommen siehe unten

          2. Guillaume, † 1269, 1258/67 Erzbischof von Sens

    2. Foulques, 1167 Vicomte de Bridiers

### Die Herren von Sainte-Sévère
1. Roger, † vor 1287, 1256 Seigneur de Sainte-Sévère – Vorfahren siehe oben
  1. Pierre I., 1302/20 bezeugt, Seigneur de Sainte-Sévère ; ⚭ Blanche de Sancerre, Tochter von Jean I., Graf von Sancerre (Haus Blois)
    1. Louis I., X 1356, Seigneur de Sainte-Sévère; ⚭ Constance de La Tour, † 1392, Tochter von Bertrand III., Seigneur de La Tour (Haus La Tour d’Auvergne)
      1. Blanche, Dame de Cési ; ⚭ Guy I. de Chauvigny, Seigneur de Châteauroux, Vicomte de Brosse, † wohl 1360
      2. Louis II., † 1390, Seigneur de Sainte-Sévère ; ⚭ Marie d’Harcourt, Tochter von Guillaume, Seigneur de La Ferté-Imbault (Haus Harcourt)
      3. Pierre II., † 1420, 1390 Seigneur de Sainte-Sévère
        1. Jean I. de Brosse, † 1433, Seigneur de Sainte-Sévère, Vicomte de Bridiers de iure uxoris, 1426 Marschall von Frankreich – Nachkommen siehe unten

### Die Grafen von Penthièvre
1. Jean I. de Brosse, † 1433, Seigneur de Sainte-Sévère, Vicomte de Bridiers de iure uxoris, Waffengefährte der Jeanne d’Arc, 1426 Marschall von Frankreich – Vorfahren siehe oben
  1. Jean II. de Brosse, † 1482/83, Seigneur de Sainte-Sévère, Graf von Penthièvre de iure uxoris, Vicomte de Bridiers, verzichtet 1479 auf das Herzogtum Bretagne ; ⚭ Nicole de Châtillon-Blois dite de Bretagne, 1454 Comtesse de Penthièvre, † nach 1479, Tochter von Charles Baron d’Avaugour (Haus Châtillon), Adoptivtochter ihres Schwiegervaters
    1. Jean III. de Brosse dit de Bretagne, Comte de Penthièvre, Vicomte de Bridiers ; ⚭ Louise de Montfort de Laval, † 1480, Tochter von Guy XIV. de Laval (Haus Montfort-Laval)
      1. René, X 1524, Comte de Penthièvre ; ⚭ I Jeanne de la Clyte de Commines, † 1513, Tochter von Philippe de Commynes, Seigneur d’Argenton ; ⚭ II Françoise de Maillé, Vicomtesse de Tours, Tochter von François Baron de Maillé, Vicomte de Tours ; ⚭ III Jeanne de Compeys dite de Cruffy
        1. (I) Jean IV. de Brosse dit de Bretagne , † 1564, Comte de Penthièvre, 1536 Herzog von Étampes, 1545 Herzog von Chevreuse, Gouverneur von Bretagne ; ⚭ Anne de Pisseleu, Duchesse d’Étampes, † nach 1552, Mätresse des Königs Franz I., Tochter von Guillaume, Seigneur d’Heilly
        2. (I) Charlotte, Dame de Penthièvre, de Chevreuse et d’Étampes ; ⚭ François de Luxembourg, Vicomte de Martigues, † 1553 (Haus Luxemburg-Ligny)
        3. (I) Jeanne ; ⚭ René de Laval, Seigneur de Bressuire (Stammliste der Montmorency)
        4. (III) Françoise, † 1558, Dame de Palluau etc. ; ⚭ Claude Gouffier, 2. Duc de Roannais, Pair von Frankreich, † 1570

      2. Madeleine, † vor 1512 ; ⚭ I Janus von Savoyen, Comte de Faucigny, † 1491 (Haus Savoyen); ⚭ II François Bâtard de Bretagne, 1. Baron d’Avaugour, 1. Graf von Vertus und Goëllo, † nach 1494 (Haus Frankreich-Dreux)
      3. Isabelle, † 1518; ⚭ Jean IV. de Rieux, Sire de Rieux et de Rochefort, Comte d’Harcourt, Marschall der Bretagne, † 1519

    2. Antoine, 1522 bezeugt, Vicomte de Bridiers
    3. Claudine, † 1513, 1505 Vicomtesse de Bridiers ; ⚭ Philipp II., Herzog von Savoyen, † 1497 (Haus Savoyen)
    4. Pauline, † 1479 ; ⚭ Jean de Bourgogne, Graf von Nevers, Rethel und Étampes, 1491 (Haus Burgund)
    5. Bernarde, † 1485; ⚭ Wilhelm X. (VIII.), Markgraf von Montferrat, † 1483 (Palaiologen)
    6. Hélène, † 1484; ⚭ Bonifaz IV., 1483 Markgraf von Montferrat, † 1494 (Palaiologen)